# Filialkirche Egidi

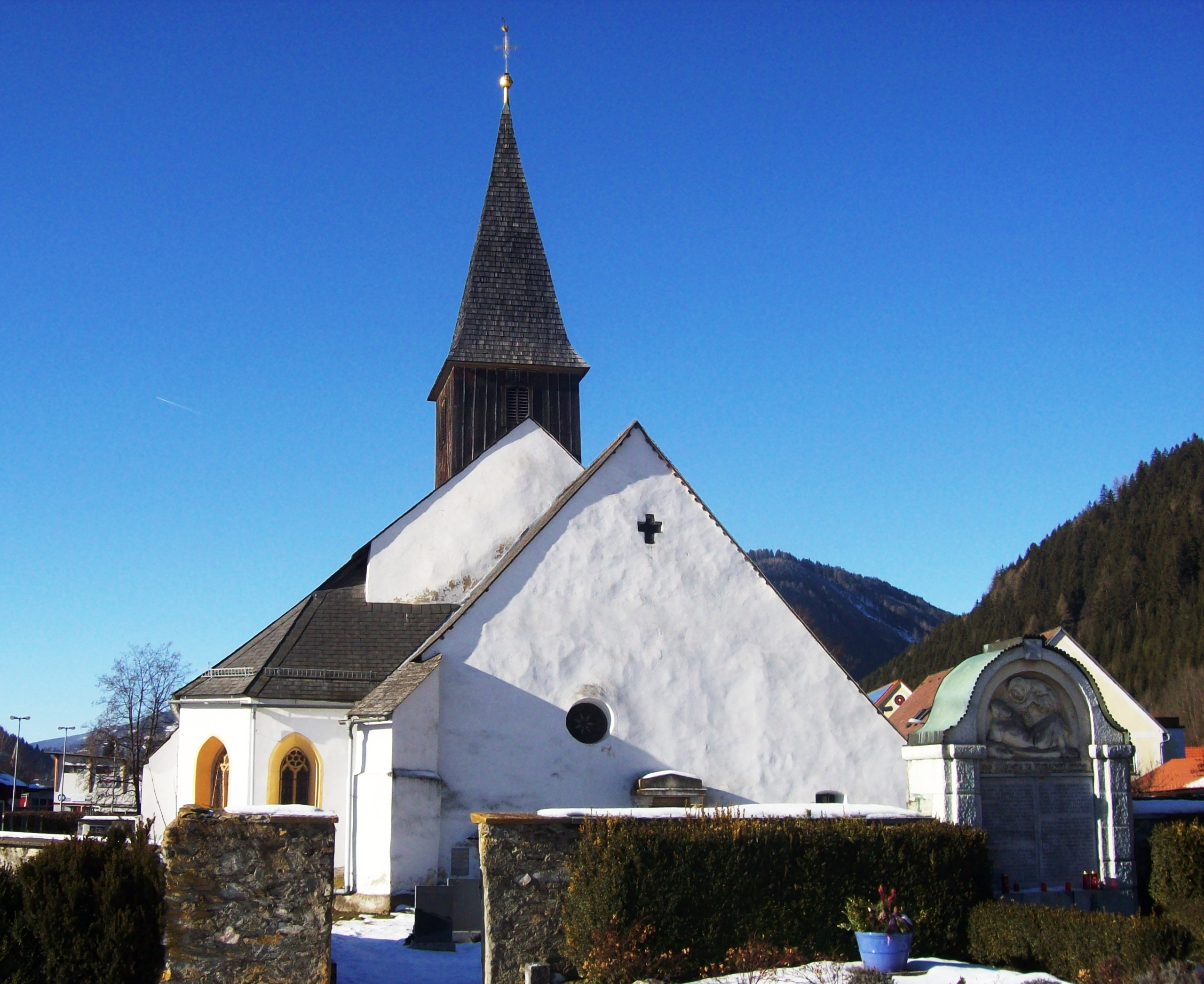
Katholische Filialkirche hl. Ägydius in Egidi

Die Filialkirche Egidi steht in der Katastralgemeinde Egidi in der Stadtgemeinde Murau im Bezirk Murau in der Steiermark. Die dem Patronat  des heiligen Ägidius unterstellte Filialkirche der Stadtpfarrkirche Murau gehört zum Dekanat Murau in der Diözese Graz-Seckau. Die Kirche mit dem Friedhof und dem Kriegerdenkmal stehen unter Denkmalschutz (Listeneintrag).

## Geschichte
Urkundlich wurde die Kirche 1335 genannt.
Die romanische Kirche um 1200 und frühgotisch um 1300 ist aus der ersten Bauzeit eine dreischiffige Kirche.

## Architektur
Die Kirche ist teils von einem ummauerten Friedhof umgeben.
Kirchenäußeres
Der dreischiffige Kirchenbau mit einem hohen Mittelschiff und niedrigeren Seitenschiffen unter einem gemeinsamen Satteldach hat zum Mittelschiff ein gering eingezogenes und um zwei Stufen erhöhtes Chorquadrat mit einer Gruft unter dem Chorquadrat.
Kircheninneres
Das Mittelschiff hat eine flache Holzbalkendecke mit reicher Schablonenmalerei um 1500.

## Ausstattung
Den Hochaltar schuf 1774 Matthäus Krenauer. Er wurde 1900 restauriert. Den Seitenaltar hl. Anna schuf 1766 Franz Rieger.
Die Orgel schuf 1855 Friedrich Wagner.